# おいね★どいね
『おいね★どいね』は、2010年3月29日から2025年3月28日まで北陸放送（MROラジオ）で放送されていたローカルワイド番組。旧番組名は『げつきんワイド!おいね★どいね』で、2016年春の番組改編で番組名を変更している。

## 番組概要
2010年3月29日に『げつきんワイド!おいね★どいね』として放送を開始したローカルワイド番組で、11年6か月間に放送された朝のワイド番組『今日も“シャキ”っと』と7年間に放送された午後のワイド番組『石川名物!GOGOは本多町3丁目』を統合して開始した番組である。番組タイトルとなっている「おいね」と「どいね」とは、石川県の方言である金沢弁で、「おいね」は「そうなんだよ」（肯定の意味）、「どいね」は「どうなの?」（否定の意味）という言葉を表す。この番組は、午前の部と午後の部に分けられており、番組内のコーナーは原則として前番組の内容を受け継いでして放送されている。
2011年4月4日から、同年4月1日に終了した『おはよう朝ラジ!』と統合し、放送開始時間が7:30に変更。放送時間が8時間以上となり、当局のレギュラーとしてのラジオ番組では最長となった
2011年秋の番組改編で、放送開始時間が7:00となり、開始時から放送されてきた12:00台の「ひる当番」が廃止されることとなった。また、MROアナウンサーの川瀬裕子がパーソナリティとして復帰する他に、『MROニュース』が8:00と12:00を除く一部の時間帯で正時放送が実施されることになった。
2013年4月より放送開始を7:30に戻し、7:00・8:00台の早朝の部と9:00以降の午前の部を統合。
TBSラジオ製作の帯番組（『小沢昭一の小沢昭一的こころ』『永六輔の誰かとどこかで』）の相次ぐ終了によりほぼ空白区となっていた16:00台前半を、2014年1月6日より組み入れる。
前身番組『日本列島ここが真ん中』以来、月曜の午後に占い師の月竜香が人生相談コーナーを担当しているが、2015年9月28日より同時間帯で単独番組『竜香の人生相談』として分離独立。ニュースや箱番組のフォーマットはコーナー時代から変更はない。
2016年3月25日をもって午前の部の放送を終了し、一部のコーナーを後継番組となる『角野達洋・長田哲也のあさ☀ダッシュ!』（現：『あさ☀ダッシュ!』）と『Twin Wave 940』（現：『Twin Wave』）に引き継いだ。同年3月29日より火曜 - 金曜の午後の番組となり、これに伴い「げつきんワイド」のタイトルが外れ、『おいね★どいね』に改題された。
2022年3月29日より放送終了が5分短縮され16:20までとなる。
2023年4月4日より放送終了がさらに20分短縮され2013年12月末以来9年3ヶ月ぶりに16:00までとなる。尚16時台冒頭に内包されていた『ニュース＆ウェザー』は分離独立されることとなった。

## 放送時間
- 放送開始 - 2010年7月：9:30 - 15:55
- 2010年7月 - 2011年4月：9:00 - 15:55
- 2011年4月 - 9月：7:30 - 15:55
- 2011年10月 - 2013年3月：7:00 - 16:00
- 2013年4月 - 12月：7:30 - 16:00
- 2014年1月 - 2015年9月：月曜 7:30 - 16:20・火曜 - 金曜 7:30 - 16:25
- 2015年9月 - 2016年3月：月曜 7:30 - 13:00、火曜 - 金曜 7:30 - 16:25
- 2016年3月 - 2022年3月：火曜 - 金曜 13:00 - 16:25
- 2022年3月 - 2023年3月：火曜 - 金曜 13:00 - 16:20
- 2023年4月 - 現在：火曜 - 金曜 13:00 - 16:00

## 出演者

### 現在
2023年4月4日以降。MROアナウンサーは太字。
パーソナリティ
- 火曜 - 西川章久[2]・川瀬裕子
- 水曜 - 加藤裕・川瀬裕子
- 木曜 - 大平まさひこ[3]・西尾知亜紀[4]
- 金曜 - 鼻毛の森[5]・西尾知亜紀

上記のうちMROのアナウンサーは別の曜日でニュースコーナーを担当することがある。
その他
リポーター
- 丸一都美
- 斉藤清美
- 田中雅恵

ラジオカー担当
- 兵藤遥陽（金曜）

北陸新幹線で行く!いい旅ラジオ旅
- 小林淳子（当時北日本放送アナウンサー、第3水曜）
- 丸一都美（第4・第5水曜）

### 過去
- 堀越純子：ひる当番（特定曜日なし） - 北陸放送退職に伴い降板。
- 八田静輔：典子のそこやとこ（ラジオセンター所属、「ムーディーはっちゃん」として出演）
- 神原智己：東京情報
- 辰巳平一：2012年12月末をもって卒業。
- 室照美：火曜パート3、水曜パート1パーソナリティ。北陸放送退職（文化放送に移籍）に伴い降板。
- 桂木良子：金曜第2部パーソナリティ。2013年12月27日をもって卒業。
- 白崎あゆみ：2015年9月いっぱいで卒業。
- 月竜香：月曜第2部「月竜香の人生相談」担当。2015年9月28日より『竜香の人生相談』として単独番組となったため。
- 秋本和美：まごころで健康を アルプモーニングスマイル担当（元テレビ金沢アナウンサー）。2016年から午前の部が『角野達洋・長田哲也のあさ☀ダッシュ!』へ移行したため。
- 玉州：ねたのたね内の玉州の来週の運勢担当。2016年から午前の部が角野達洋・長田哲也のあさ☀ダッシュ!へ移行したため。
- 重原佐千子：りくつな〜ローソンを担当していたが2016年から午前の部が角野達洋・長田哲也のあさ☀ダッシュ!へ移行したため。2011年4月から2012年3月までは金曜日パート3パーソナリティを務めていた
- 大木文香：月曜パート1(2012年10月 - 2013年3月)、金曜第2部パーソナリティ(2015年4月 - 2016年3月)及び木曜・金曜ラジオカー担当。
- 竹村りゑ：2017年9月いっぱいで卒業[6]。
- 松村玲郎：2018年3月いっぱいで卒業。
- 前原智子：2018年3月いっぱいで卒業。
- 坐間妙子：2018年3月いっぱいで卒業。
- 小野塚愛美：木曜ラジオカー担当。2018年3月いっぱいで降板後、5月いっぱいで北陸放送を退職。
- 土井悠平：金曜ラジオカー担当。北陸放送退職（文化放送に移籍）に伴い降板。
- 長田哲也：火曜パーソナリティ。北陸放送退職(2019年4月に行われた石川県議会議員選挙出馬準備のため)に伴い、 2018年10月9日をもって事実上降板。
- 赤間有華：金曜ラジオカー担当[7]。2019年2月いっぱいで降板後、3月いっぱいで北陸放送を退職（テレビ神奈川に移籍）。
- 福島彩乃：火曜パーソナリティ。宣伝部への異動に伴い、2019年3月いっぱいで卒業。
- 久保田修平：金曜ラジオカー担当。[8]2019年12月いっぱいで卒業。
- 沼田憲和：金曜パーソナリティ。2020年3月いっぱいで卒業。
- 原田幸子：金曜パーソナリティ。2021年3月いっぱいで卒業。
- 入江美寿々：木曜ラジオカー担当。北陸放送退職に伴い降板。
- 谷川恵一：火曜パーソナリティ。2023年3月いっぱいで卒業。

## タイムテーブル
2021年4月以降、太字はネット番組。
- 13:00 オープニング
- 13:20
  - 石川県立音楽堂のミュージック音楽（第1・3水曜）
  - 商工会へ行こうかい！ (第2・4水曜）
  - 松本俊明のピアノレター (第5水曜）
- 13:30 健康豆知識（火曜）
- 13:50 全日本トラック協会presentsドライバーズ・リクエスト（TBSラジオ）
- 14:00 北國新聞ニュース・天気予報
- 14:07
  - 笑顔いっぱいお宅訪問（木曜）
  - パソコン出張お助け隊 (金曜）
- 14:22
  - おでかけ旅フェスタ（火曜）
  - シゴトのツボ（水曜）
- 14:30 
  - 石川県からのお知らせ（火曜・金曜）
  - グッディ金沢（木曜）
  - 終活と向き合う～人生の終わりにすべきこと～(第1・3水曜）
- 14:45 しりとリクエスト
- 14:54 中谷彰宏のビジネスサプリ（信越放送）
- 15:00 MROニュース
- 15:05 いしかわお天気ネット（天気予報）
- 15:20
  - 石田屋のキモチいい眠りの話（水曜）
  - 教えて絹川先生!美寿々の知らない相続の世界（木曜）
  - 家を建てよう!（第2•5金曜）
- 15:40
  - 若杉しげるの演歌道（火曜）
  - ナイスですね白山市（水曜）
  - おいね川柳（木曜）
  - 金沢競馬 今日も良馬場（金曜・不定期）
- 15:50 北陸新幹線で行く!いい旅ラジオ旅（水曜）
- 16:00 ニュース&ウェザー
- 16:05 MROショッピング

## 現在の主なコーナー
いしかわお天気ネット
- 石川県内各地の天気予報に加えて、日替わりで登場する個性的なレギュラー出演の一般人による県内各地の暮らしの便りというような内容の電話リポートもある。

フワっとした話 (火曜)
- テーマに沿い、深刻ではない内容のメール募集。

若杉しげるの演歌道 (火曜)
- 金沢を拠点に活躍する演歌歌手で作詞・作曲家の若杉しげるを講師としたカラオケ教室のコーナー。

音楽堂のミュージック音楽 (第1・3水曜)
- 石川県立音楽堂からのお知らせ。有名ゲストの出演もある。

商工会へ行こうかい！ (第2・4水曜）
- 県内の商工会に電話を繋ぎ、地域の情報を聞く。

松本俊明のピアノレター (最終週の水曜)
- リスナーからの手紙をもとに即興演奏。

食せば尊し和菓子の恩 (水曜)
- 県内の和菓子店とその名物を紹介。

裕裕ミュージック (水曜）
- パーソナリティーの二人 (川瀬裕子と加藤裕）による音楽紹介。

シゴトのツボ（水曜）
- 石川県内各界の著名人を招き、取り組んでいる仕事を紹介するコーナー。2015年4月より木曜から移動。

笑顔いっぱいお宅訪問（木曜）
- リポーターの丸一都美がスポンサー企業のリフォーム会社を利用し、外壁リフォームをした住宅を訪問する。

石川県からのお知らせ（火曜・金曜）
- 石川県の広報コーナー[9]。

石田屋のキモチいい眠りの話（水曜）
- 録音放送。眠りについての話題を石田屋（寝具を中心に扱うインテリア店）の女性スタッフと紹介するコーナー。角野は水曜担当から外れたものの、このコーナーは角野担当のまま水曜日に放送されていたが、角野の東京支社転勤に伴い、2020年5月より原田幸子が担当。

教えて絹川先生！美寿々の知らない相続の話 (木曜)
- 録音放送。2020年3月までは大木文香が担当。同年4月からは入江美寿々に交代。相続や終活の知識に関する内容。2020年4月23日には30分拡大し、MROテレビ『絶好調W』とタイアップした「教えて絹川先生！アントニーの知らない相続の話」という特別番組が放送された。

試してたいへい!そうゆうこと!（水曜）
- スタッフ、パーソナリティ、リスナーからの「こんな企画あったら面白そう!」「是非やってみてほしい!」という思いを実現させていこう!という週替わりの企画コーナー。テレビ番組の番組名がパロディとして使われることが多い。例としては、「あなたの特ダネ!言ってスッキリ!ビビッと文春砲」や「クイズ!ミリオイネ!」など。

しりとリクエスト
- 曲名の末尾を繋げるリクエストコーナー。

細かすぎるけどよくわかる石川自慢 (金曜)
- 毎週、県内の一つの自治体などをテーマにご当地自慢をリスナーに投稿してもらう。最優秀投稿にはチャンピオンカレーセットが贈られる。

ヒロシテノモリのそこなんとかなりませんか？！ (金曜)
- 阿部寛の物真似をしたハナシテノモリがリスナーの相談に答える。

アウトロDON! (不定期)
- イントロクイズの逆。答えがわかったら電話してもらう。

『流れのままに』流されるな！◯曲一緒に歌い出しDON! (不定期)
- 太平の持ち歌『流れのままに』と同時に2〜4曲同時に流し、答えがわかったら電話して回答してもらうコーナー。

## 過去の主なコーナー
ここではネット番組は割愛している。
鼻歌DON
- 2011年4月から新設。第2部の14:40から放送。パーソナリティが鼻歌で歌い、曲名をリスナーが当てる。答えがわかったらMROへ電話をかけ、答えるという形式。正解すると日替わりでスポンサーが提供する商品が送られる。水曜日はじゃんけんで負けた方が鼻歌を歌う。最後に出題曲が流れる。角野担当時代は洋楽の日があったが、角野が外れてからは歌謡曲・JPOP中心。名物常連挑戦者も存在する人気コーナー。

レオスタ☆ラジオ
- 夕方のニュース番組『情報ロック レオスタ』の見どころを松村玲郎が紹介する。ひる当番終了後の12:50から5分間の生放送であった。2010年9月で終了。

典子のそこやとこ
- 『石川名物!GOGOは本多町3丁目』から継続してきた名物コーナー。石川県各地の方言の造詣に深い上坂典子が金沢弁など石川県の方言や使いまわしを取り上げるもので、コーナー監修は加藤和夫（金沢大学教授・言語学者）。前番組から継続している「方言で歌おうシリーズ」は、ムーディーはっちゃん（ムーディー勝山にちなむ）がジャンルを問わず、リスナーから送られてくる石川県の方言に直した曲を生で歌う。2010年6月以降、「方言で歌おうシリーズ」を毎月第1・第3火曜日に、第2火曜日は「方言詩」、毎月最終週は「方言川柳」と題してリスナーから送られてくる詩や川柳を紹介する。なお、2011年の3月で終了することとなった。

おもしろ経済ジャーナル
- 木曜日午後に放送。内容は『今日も“シャキ”っと』の1コーナーであった「軽妙卓説」のうちの経済コーナーを分割したもの。電通総研の担当者が電話口で出演し、さまざまな分野と経済との結びつきを紹介するコーナー。

セブン-イレブン サンセットタイム
- セブン-イレブンの新商品やキャンペーンを紹介するコーナー。2019年3月まではエフエム石川の金曜のワイド番組『Flyin' Pop』で放送されたコーナー[10]がいわば「ネットチェンジ」して、当番組で放送されていた。

ニュースそこが知りたい
- 金曜午後に放送。『情報ロック レオスタ』のメインキャスターである松村玲郎が出演し、当日に放送を予定しているニュースや特集を紹介する。

東京情報
- 金曜のコーナー。神原智己が東京から最新のイベント情報などを伝える。

週間芸能ニュース
- 金曜日の14:07に放送。2012年3月にコーナー終了。

大リーガー松井情報
- 火曜日の14:40に放送。2012年3月にコーナー終了。

井戸端たいむ
- 『石川名物!GOGOは本多町3丁目』で放送されていた「大言小言」の後継コーナー。リスナーからのメッセージを紹介する。15:40台に放送。2012年3月にコーナー終了。

めざせJリーグ!ツエーゲン金沢
- ツエーゲン金沢の前回までの試合結果と、選手（あるいはサポーター）が電話口またはスタジオ出演し、試合の様子や近況をリポートするコーナー。現在放送されている「ツエーゲン金沢 全力応援! ウシサカ!」の源流となっている

ちい姉のしっかりしろよ！でも、ガンバレ★
- 木曜日の13:38に放送。西尾知亜紀が姉御「ちい姉」に扮し、悩めるリスナーに活を入れ励ます投稿コーナー。2013年と2014年の大晦日に1時間の特番が放送されたほどの人気コーナーであった。2013年4月から2015年3月まで放送。

おいね☆どいね流　石川道場（2015年4月 - 9月）
- 水曜日の13:38に放送。リスナーから寄せられた石川県に関する知識クイズを地方出身者の大平まさひこと坐間妙子アナウンサーが答えるコーナー。

達洋・まさひこの木曜だんだら
- 輪島塗の漆器職人によって長年継がれてきた言葉遊びの一種「段駄羅」（だんだら）をリスナーから募り、披露するコーナー。漆器職人などで構成されている地元の「段駄羅愛好会」による段駄羅も紹介される。お題は、前回放送分の投稿分の中から、パーソナリティが選んだ1句のうちの上の句となっている。2015年3月までは水曜日のコーナーだった。

珠洲なり探検隊!（第1水曜）
- 毎週水曜13:20頃に放送。珠洲市の観光、グルメ、レジャースポットなどを紹介するコーナー。ほかの週は珠洲市のCMのみが流れる。

3時のリフレッシュ　ヨガ＆ストレッチ
- 第2水曜15：10頃に放送。ヨガ及びストレッチのインストラクターをスタジオに招き、午後3時代のリフレッシュに役立てるコーナー。

なないろウェザー
- 毎週木曜日 9:20頃に放送していた。

全力スポーツ情報
- 毎週金曜日 8:35に放送していた。

二人のちゃべり場
- パーソナリティ2人のフリートークコーナー。久保田利伸の『ふたりのオルケスタ』がジングルとして使われている。

カテキョー小矢田の家庭教育こ～やったら!（第2・4金）　
- 石川県家庭教師協会教務部主任の小矢田先生が石川県内の高校・大学受験情報の提供や、リスナーからの質問に鋭く答えるコーナー。

新築そっくりさんって何?（第1・第3火曜日）
- 住友不動産の住宅リフォーム案内コーナー

何をやっているのかな音楽DO (第二、四火曜)
- 石川県立音楽堂の広報コーナー。タイトルは井上道義音楽監督時代のオーケストラ・アンサンブル金沢(OEK)のキャッチコピー。毎回出演する広報担当者に加え、OEK団員などクラシック音楽奏者も出演することがある。

キリン石川に乾杯!（火曜）
- キリンビール石川支社の社員をゲストに、ビールや酒類に関する話題を紹介。旧コーナー名は「キリンビール あんやと石川いつも一緒に」。

あいうえお作文（水曜）
- 毎週、テーマに沿った「あいうえお作文」をリスナーから募り、披露するコーナー。テーマは前の週に発表される。原則的に、五十音のいずれかの行で5文を作成する。

おいね劇場 (木曜)
- 事前に用意された内容にリスナーが投稿し、オチを加える。最優秀作品には賞品が贈られる。

あるある現場検証 (火曜)
- ある一つの事象について、「あるある」か「いや、ないない」かリスナーに投稿を呼びかけるコーナー。

裕子の時間 (水曜)
- J-POPや歌謡曲の歌詞を英語に直訳して朗読。それを一体何の歌かリスナーが電話をかけて答えるコーナー。

毎週ワンチャン！888 (木曜)
- リスナーに好きな三桁の数字を書いて送ってもらい、数字が当たったら千円分のスポンサーのレストランでの食事券が贈られる。当選者が出ない場合は最大一万円分までキャリーオーバーする。

アウトロDON! (不定期)
- イントロクイズの逆。答えがわかったら電話してもらう。

『流れのままに』流されるな！◯曲一緒に歌い出しDON! (不定期)
- 太平の持ち歌『流れのままに』と同時に2〜4曲同時に流し、答えがわかったら電話して回答してもらうコーナー。

試してたいへい!そうゆうこと!（水曜）
- スタッフ、パーソナリティ、リスナーからの「こんな企画あったら面白そう!」「是非やってみてほしい!」という思いを実現させていこう!という週替わりの企画コーナー。テレビ番組の番組名がパロディとして使われることが多い。例としては、「あなたの特ダネ!言ってスッキリ!ビビッと文春砲」や「クイズ!ミリオイネ!」など。

## 後継番組へ移行した番組
ここではネット番組は割愛している。2019年春の番組改編で、『おいね★どいね』に移動したコーナーは太字で表記している。
角野達洋・長田哲也のあさ☀ダッシュ!へ（2016年4月 - ）
- まごころで健康を アルプモーニングスマイル
  - 8:15頃放送。2011年9月30日まで同一スポンサーの番組がエフエム石川で放送されていたが、スポンサー・企画・パーソナリティとも同局から移行して同年10月に放送を開始した。
- ニュース予報
  - その日におこなわれる予定のイベントなどを紹介する。8:55頃に放送されていたが15分時間を前倒し、引き継ぎ後は8：40頃に放送されている。
- 高野登のホスピタリティって何だろう?（月曜 16:20）
  - 毎週月曜日放送引き継ぎ後は8:45頃に放送されていた。
- 今日は何の日
  - 今日の記念日や今日、過去に起きたできこと、その日の誕生日の人などその日にまつわるエピソードを紹介。9：10頃に放送されていたが引き継ぎ後は5分前倒しの9：05に放送されている。
- あんたさんどう思うけ～
  - 旧：ちょっと聞いてま～。引き継ぎ後に改称。引き継ぎ前は10：50に放送していたが2時間近く前倒しされ9：10頃に放送されている。
- 金曜日のお客さま
  - 毎週金曜 9:20頃に放送。時間帯は引き継ぎ前後で変わらず。両番組の担当を務める川瀬裕子アナがスタジオにゲストを迎え、いろいろな話を聞くコーナー。
- 今夜の一品
  - 月曜から木曜に放送。時間帯は変わらず。9:30頃に放送。
- パックンローソン　マチカフェ本多町店
  - 毎週火曜15:10から同9：50頃に前倒し、これを機にりくつな〜ローソンからコーナー名を変更し放送。 「りくつな〜」とは金沢弁で「すごいな〜」という褒め言葉。このコーナーから企画商品が発売されている（後述）。
- 北陸新幹線で行く!いい旅ラジオ旅（水曜 15:50）
  - 時間帯は変わらず9：50頃の放送。これまでの月曜から木曜までの放送から水曜の放送に変更。
- 新幹線でGO!
  - 放送時間帯を9:20から30分遅らせるとともに月曜から水曜の放送から木曜に変更。
- ねたのたね
  - 時間帯は10:10で、変わらず。月曜から木曜までの放送だったが引き継ぎ後は月曜から金曜に放送されている。旧「リビングジャーナル」で、2011年4月にコーナー名を変更。『今日も“シャキ”っと』で放送されていた「軽妙卓説」の後継コーナー内容は前番組のものとほぼ同一。金曜日には、玉州の来週の運勢（干支占い）が放送される。
- 北陸ネット3県ポン（ブロックネット番組）
  - 引き継ぎ前後変わらず、10:35頃の毎週月曜に放送。
- 兼六園どっから来たが〜
  - 火曜日から金曜に放送。リスナー参加型クイズコーナー。

Twin Wave 940
- ナイスですね。白山市（白山市の広報コーナー、木曜）
- グッディ金沢（金沢市の広報コーナー、金曜）
- 証券情報

## 企画商品
2010年11月30日に、北陸地方のローソンにおいて企画商品のパン「スイートデニッシュチョコ&ブルーベリー」を発売。当初は石川県内で先行販売することになる。商品プロデュースは重原が担当。
2011年4月から、重原は火曜日午後のパーソナリティになり、前述の「りくつな〜ローソン」を継続して担当。パーソナリティ就任の前月には、「能登大納言かぼちゃデニッシュ」と「いちごの杏仁豆腐」を発売している。
なお、この企画商品に関しては、富山県では毛利未央（FMとやま『RADIO JAM』）、福井県では堀内くみ子（福井放送『午後はとことん よろず屋ラジオ』）が担当している。